# Isabelle Allen
Pour les articles homonymes, voir Allen.
Isabelle Lucy Allen, née le 16 mars 2002 à Salisbury dans le Wiltshire, est une actrice britannique, connue pour avoir tenu le rôle de la jeune Cosette dans l'adaptation cinématographique par Tom Hooper des Misérables de Victor Hugo.

## Filmographie

### Actrice

#### Cinéma
- 2012 : Les Misérables : Cosette jeune
- 2015 : Lady of Csejte : Aletta
- 2016 : Let's Be Evil : Cassandra
- 2016 : The Contract : Casey
- 2017 : In Extremis : Anna
- 2019 : Killers Anonymous de Martin Owen : Morgan

#### Courts-métrages
- 2015 : I Am the Doorway
- 2016 : Superboy: Son of Tomorrow
- 2017 : Elle

#### Télévision
Séries télévisées
- 2015-2017 : Hetty Feather : Elizabeth
- 2020 : Léna, rêve d'étoile[réf. nécessaire] : Romy

Téléfilms
- 2015 : Guin and the Dragon : Guin

### Parolière

#### Cinéma
- 2012 : Les Misérables[réf. nécessaire]